# Иво Џима
Иво Џима (у преводу „Сумпорно острво“) је јапанско острво из скупине Вулканских острва, која су део Бонинских острва. Налази се 1.200 км од главног града Токија, док је управно део Огасавара, једног од осам токијских села (мада је само острво ненастањено). Острво је најпознатије по бици за Иво Џиму из 1945, једном од кључних сукоба Сједињених Држава и Јапана током Другог светског рата. У популарној култури, острво је, барем на Западу, најпознатије по фотографији Подизање заставе на Иво Џими коју је израдио фотограф Џо Розентал. Острво је до 1968. године било под америчком окупацијом, након чега је враћено Јапану.

## Историја
Острво Иво Џима је открио октобра 1543. године шпански морнар Бернардо де ла Торе. Он је био у повратку из Филипина за Нову Шпанију.
Пре Другог светског рата Иво Џима је административно вођен као село које је било део Токија, чији је и данас део. По попису из 1943. године село је имало 1.018 становника. Острво је имало основну школу, Шинтоистички храм и једног полицајца. Острво је снабдевано бродовима једном месечно.
И пре почетка Другог светског рата, у јужном делу острва је постојао гарнизон Царске јапанске морнарице. Током 1944. Јапан је довео велике војне снаге на острво у очекивању америчке инвазије. У јулу 1944. цивилно становништво острва је присилно евакуисано и од тада на острву нема стално насељених цивила.
Назив острва Иво Џима је заснован на погрешном читању речи острво у канџи писму. Ово име је постало широко распрострањено након Другог светског рата. Становници суседног острва су били против овога, делимично испровоцирани двама филмовима Клинта Иствуда из 2006. године: Заставе наших очева и Писма са Иво Џиме. Јапанска влада је 2007. године променила назив у предратно име Иво То (Iō-tō).

## Битка за Иво Џиму
Битка за Иво Џиму је вођена између Сједињених Америчких Држава и Јапана од 19. фебруара до 26. марта 1945. године, у завршним операцијама на Пацифичком фронту у Другом светском рату. Као резултат битке, САД су стекле контролу над острвом Иво Џима и аеродромима који су се тамо налазили. Битка је чувена по подизању америчке заставе које су извели амерички маринци на највишем планинском врху острва.
Током борби из строја је избачено 26.000 савезничких војника, од којих је скоро 7.000 погинуло. Преко четвртине маринаца који су добили Орден Части, заслужили су орден у бици за Иво Џиму. Са уобичајеном храброшћу, већина јапанских војника се борила до смрти. Од преко 21.800 бранилаца, само 200 је заробљено.

## Галерија
- Подизање заставе на Иво Џими
- Подизање заставе, снимак из филма
- Плажа на којој је започела инвазија на острво, поглед са врха планине Сурибахи
- Пар бункера који су преостали из Другог светског рата
- Детаљ на планини, са оштећењима од муниције из Другог светског рата
- Залазак сунца посматран са плажа на којој је започела инвазија на острво
- Контролни торањ на аеродрому на острву